# Hanna Sorokina
Hanna Wałerijiwna Sorokina (ukr. Ганна Валеріївна Сорокіна; ur. 31 marca 1976 w Zaporożu) – ukraińska skoczkini do wody, brązowa medalistka olimpijska, złota i brązowa medalistka mistrzostw Europy, dwukrotna medalistka uniwersjady, uczestniczka igrzysk olimpijskich w Sydney i Atenach.

## Przebieg kariery
W 1994 wystąpiła na mistrzostwach świata, na których zajęła 26. pozycję w konkurencji skoku z trampoliny 1 m oraz 17. pozycję w konkurencji skoku z trampoliny z 3 m. W latach 1995–1999 startowała głównie w zawodach pływackich Pucharu Świata i Grand Prix rozgrywanych pod egidą FINA, trzy konkursy wygrała. W 1999 została mistrzynią Europy w konkurencji skoku synchronicznego z trampoliny 3 m. Rok później wywalczyła drugi medal mistrzostw Europy w tejże konkurencji, tym razem otrzymała brązowy krążek.
Podczas rozgrywanych w Sydney igrzysk olimpijskich wystąpiła w dwóch konkurencjach skoku z trampoliny 3 m. Indywidualnie zajęła 11. pozycję z łącznym wynikiem 512,97 pkt, do konkurencji skoku synchronicznego zaś przystąpiła z Ołeną Żupiną i uzyskała łącznie 290,34 pkt – ukraiński duet otrzymał brązowy medal.
Na mistrzostwach świata w Fukuoce zajęła 4. pozycję w skoku z trampoliny 3 m synchronicznie, indywidualnie osiągnęła gorsze wyniki – w konkurencji skoku z trampoliny 1 m zajęła 23. pozycję, w konkurencji skoku z trampoliny z wysokości 3 m zaś zajęła 12. pozycję. Po raz ostatni w zawodach międzynarodowych wystartowała na igrzyskach olimpijskich w Atenach. W konkurencji skoku z trampoliny 3 m zajęła w końcowej tabeli wyników 16. pozycję z łącznym rezultatem 474,15 pkt.